# Rolf Cebin
Rolf Cebin (* 25. Mai 1945 in Lauingen (Donau)) ist ein ehemaliger deutscher  Polizeipräsident. Er war von 1987 bis 2010 Polizeipräsident in Duisburg.

## Beruflicher Werdegang
Cebin studierte Rechtswissenschaften in Bonn. Nach dem zweiten Staatsexamen wurde Cebin 1972 Assessor bei der Bezirksregierung Düsseldorf. Danach war er Personaldezernent für den Schulbereich sowie Referent im Ministerium für Wissenschaft und Forschung.
Am 1. Oktober 1987 wurde er Polizeipräsident von Duisburg, im Mai 2010 ging er altersbedingt in den Ruhestand.

## Kontroversen
Während seiner 22-Jährigen Dienstzeit als Polizeipräsident war Cebin an verschiedenen Kontroversen beteiligt:

### Bluttest für Beamte
Zur obligatorischen Fahrtauglichkeitsprüfung, der sich Polizisten regelmäßig unterziehen müssen, führte Cebin auf Empfehlung des Duisburger Polizeiarztes im Mai 2005 zusätzlich einen verpflichtenden Bluttest für Duisburger Polizeibeamte ein. Rainer Wendt, NRW-Chef der „Deutschen Polizeigewerkschaft“, der damals als Hauptkommissar in Duisburg tätig war, kündigte eine Klage gegen diese Dienstanweisung an, wurde jedoch zuvor nach Mönchengladbach versetzt. Eine spätere Klage des Landesvorsitzenden des Bundes Deutscher Kriminalbeamten (BdK) gegen diese „Zwangsblutprobe“ wurde vom Verwaltungsgericht Düsseldorf mit Verweis auf die Gehorsamspflicht der Beamten abgewiesen. Der BdK kündigte Revision beim OVG Münster an.

### „Angstraum“ Marxloh
Im Juli 2008 bezeichnete Cebin den Stadtteil Duisburg-Marxloh als Angstraum, in dem bestimmte Straßen und Plätze gemieden würden, den „ein Teil der ausländischen Jugendlichen und ein Teil junger Deutscher mit Migrationshintergrund (…) offenbar als ihr Revier (betrachten)“ und löste damit eine bundesweite Debatte über die Lage in Problemvierteln aus. Während die Gewerkschaft der Polizei und SPD-Lokalpolitiker die Initiative Cebins ausdrücklich lobten, warfen Kritiker ihm zu einseitige Fixierung auf Migranten und Dramatisierung vor.
Cebin selbst nahm zu den Vorwürfen keine Stellung; er setzt sich (Stand 2008) für die vermehrte Aufnahme von Polizisten mit Migrationshintergrund und deren Einsatz in Stadtteilen wie Marxloh ein.

### Duisburger Flaggenstreit
Im Rahmen einer pro-palästinensischen Demonstration mit 10.000 Teilnehmern, ausgerichtet von der islamischen Bewegung Millî Görüş, stürmten Polizeibeamte in Duisburg die Wohnung eines Studenten, der an Fenster und Balkon je eine Israelfahne angebracht hatte und entfernten die Flaggen. Der als Duisburger Flaggenstreit bekannt gewordene Vorfall führte zu heftiger Kritik an der Einsatzplanung Cebins und zu Forderungen nach seinem Rücktritt. Cebin entschuldigte sich später für das Vorgehen der Einsatzkräfte.

### Loveparade 2010
Ein Jahr vor dem Unglück bei der Loveparade am 24. Juli 2010 äußerte Cebin Bedenken dagegen, das weltgrößte Techno-Festival in Duisburg durchzuführen, weil es an geeigneten Flächen mit den notwendigen Zu- und Abwegen fehle.  Der Bundestagsabgeordnete Thomas Mahlberg, Vorsitzender der CDU  Duisburg,  forderte deshalb und aus anderen Gründen die Abberufung von Cebin. Zwei Monate vor der Loveparade wurde Cebin in den Ruhestand verabschiedet.